# Messapier

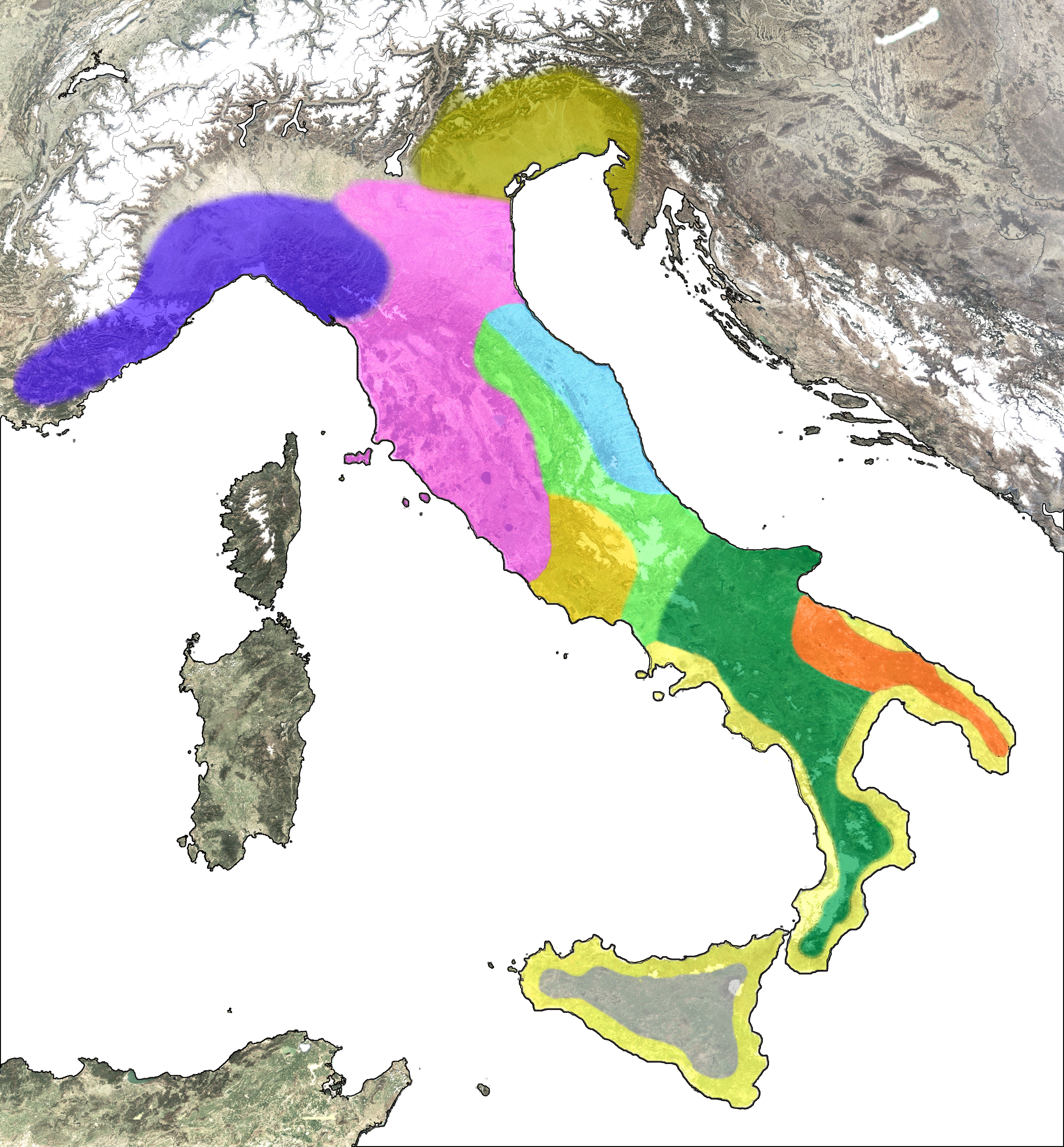
De viktigaste folkslagen i Italien 800 f.Kr.:
ligurer, veneter, etrusker, picener, umbrer, latiner, osker, messapier och greker.

Messapierna var förmodligen ett illyriskt folk som bebodde Messapien. Messapien ligger i regionen Apulien, på sydöstra delen av Salento, också känd som klacken på den italienska stöveln. De talade ett indoeuropeiskt språk som hette messapiska. Messapiernas städer, som nästan alla byggdes på kullar, hette Uzentum, Rudiae, Brundisium och Hyria och de var oberoende av varandra. Messapierna var en av de tre iapyger-folken.
Man förmodar idag att messapierna var av illysiskt ursprung, men man är ännu inte säker. De anlände till Salento i slutet av järnåldern. Runt sexhundra-femhundra talet f.Kr. började man bygga hus med sockel snarare än hyddor.  På fyrahundratalet präglade man också egna mynt med avbildningar av Atena, Herakles och Zeus. Vergilius nämner messapierna i Eneiden. 
Man påverkades starkt kulturellt av närheten till Magna Graecia, även om man också tidvis var i konflikt med dem, framförallt med kolonin Taranto som låg i närheten. En sådan konflikt var 473 f.Kr. då  Taranto försökte erövra messapiska städer vilket ledde till en konflikt med Taranto och Reggio. Messapierna vann, mycket beroende av sin användning av hästar. Herodotos beskriver slaget som en massaker. Händelsen väckte uppmärksamhet i Grekland och uppmärksammandes även av Aristoteles.
Efter 272 f.Kr. romaniserades messapierna.